# Toruń
Toruń (njemački: Thorn, hrvatski: Torunj, latinski: Thorunium) je grad u Poljskoj na rijeci Wisli. On je drugi grad po veličini u Kujavsko-pomeranskom vojvodstvu. (nakon Bydgoszcza). Najpoznatiji je kao rodni grad Nikole Kopernika. Povijesni centar grada je upisan na listu svjetske baštine UNESCO-a.

## Etimologija
Tijekom povijesti grad se u dokumentima zvao Thorun (1226., 1466.), Turon, Turun, Toron, Thoron i Thorn. Latinska imena grada su Thorun, Thorunium, civitas Thorunensis, ili civitas Torunensis. Nakon 15. st. grad se zove prema poljskom Toruń. Postoji nekoliko mogućih podrijetla imena. Prva je da dolazi od riječi tor što znači "trag" (na rijeci Visli), drugo je da potječe od riječi tarnina, a treće je da potječe od imena Toron. Neki ljudi misle da ime nema podrijetlo.

## Povijest
U blizini današnjeg grada su pronađena naselja pretpovijesne Lužičke kulture iz 1100. pr. Kr. Tijekom srednjeg vijeka je postojalo poljsko naselje na povoljnom prijelazu preko Visle.
Grad Toruń su sagradili Teutonski vitezovi (28. prosinca 1233. su vitezovi Hermann von Salza i Hermann Balk osnovali tvrđave Toruń i Chełmno). 1236. je grad premješten na današnju lokaciju zbog čestih poplava Wisle. 1280. je grad uključen u Hanzeatsku ligu i postao je značajno trgovačko središte.
1411. je potpisan Toruński mir kojim je završen rat između Teutonskih vitezova i Poljsko-litvanske unije. 1466. je sklopljen Drugi toruński mir kojim je grad postao dio Poljskog kraljevstva. Od 1557. su Nijemci u gradu postali protestanti, a Poljaci su ostali katolici. Za vrijeme gradonačelnika Strobanda Heinricha je grad bio centraliziran i njime je upravljalo Gradsko vijeće. S vremenom jačaju napetosti između protestanata i katolika u gradu (u grad su došli isusovci, a protestanti ograničavaju doseljavanje katoličkih Poljaka iz okolice).
1793. je nakon Druge podjele Poljske grad pripao Pruskoj. 1807. je postao dio Napoleonovog Varšavskog vojvodstva, a nakon njegovog sloma je vraćeno Pruskoj. U drugoj polovici 19. st. jača nacionalna svijest Poljaka koji su osnovali novine "Gazeta Toruńska" na poljskom jeziku.
Nakon 1. svj. rata je grad postao dio novoosnovane poljske države i postao je glavni grad vojvodstva Pomeranije. Nakon rata se grad jače izgrađuje (nove ulice, naselja i most Piłsudskog). Tokom 2. svj. rata grad nije jače razoren iako su ga Nijemci koristili kao uporište. 1945. je vraćen Poljskoj i protjerani su svi Nijemci koji su živjeli u gradu.
Nakon rata se grad jače industrijalizira i izgrađuju se nova naselja. 1945. je osnovano Sveučilište Nikole Kopernika (jedno od najvećih sveučilišta u Poljskoj).

## Stanovništvo
Toruń ima 207 000 stanovnika. Prema najnovijim statistikama se broj stanovnika u gradu smanjuje, a povećava u gradskoj okolici. Toruń i obližnji grad Bydgoszcz su se s vremenom spojili u konurbaciju (spojeni samostalni gradovi). Konurbacija ima oko 800 000 stanovnika. Danas u gradu živi mnogo doseljenika iz Azije (Japanaca i Vijetnamaca).
Tijekom povijesti u gradu su živjele mnoge slavne osobe

## Zemljopis
Toruń je grad u na rijeci Wisli u Kujavsko-pomeranskom vojvodstvu. Grad je konurbaciji s obližnjim gradom Bydgoszczem. Zajedno čine jedan velii grad. Grad je gospodarski dobro razvijen. Nalazi se na Baltičkom štitu, te nema potresa. Klima je umjerena s blagim zimama i toplim ljetima.

## Znamenitosti
Toruń ima izvrsno sačuvanu srednjovjekovnu gradsku jezgru s preko 200 srednjovjekovnih građevina, najviše gotičkih kuća u Poljskoj; između ostalog, jedan je od rijetkih gradova koji imaju sačuvane gradske zidine. Zbog toga je 1997. uvršten na UNESCO-ov popis mjesta svjetske baštine u Europi. Većina starih zgrada je građena u gotičkom stilu od crvene opeke bez fasade.
Najvažnije građevine su:
- Gotička katedrala sv. Ivana Evanđelista i sv. Ivana Krstitelja građena u 14., a proširena u 15 stoljeću ima monumentalno zapadno pročelje s tornjem (u kojem se nalazi 3. najveće zvono u Poljskoj, Tuba Dei). U katedrali se nalaze izvanredne gotičke slike i skulpture, ali i renesansne i barokne grobnice (Nikola Kopernik 1580.) i oltare. Do 1992. bila je župnom crkvom, a od tada je prvostolnica Torunske dijaceze.
- Druge dvije gotičke crkve iz 14. st. su Crkva sv. Marije, bivša franjevačka crkva, i Crkva sv. Jakova s monumentalnim zidnim slikama i gotičkim klupama.
- Stara gradska vijećnica (izgrađena 1241., a obnovljena 1399. godine) jedna od najljepših i najvećih vijećnica u Srednjoj Europi.
- Ruševine utvrde Teutonskih vitezova iz 13. stoljeća
- Gradske zidine, građene od 13. do 15. stoljeća, su većinom porušene u 19. stoljeću, osim gradskih vrata i gradskih tornjeva od kojih je najpoznatiji tzv. "Krivi toranj". Ostale su ukomponirane u jednu od najvećih utvrda iz 19. stoljeća u srednjoj Europi, prusku Thornsku utvrdu.
- Kopernikova rodna kuća iz 15. st. u gotičkom stilu, danas Kopernikov muzej
- Kopernikov spomenik ispred vijećnice (autor Friedrich Tieck)

- Teutonska utvrda iz 13. st.
- Torunska katedrala
- Gradske zidine i "Krivi toranj"
- Torun na bakropisu iz 1684. godine
- Bastion "Mačja glava"
- Gospina crkva
- Novi trg s Crkvom sv. Jakova
- Barokna Biskupska Dąbski palača
- Neogotička Glavna pošta (1881.-94.)

## Šport
- Angels Toruń- američki nogomet
- Elana Toruń- nogomet
- Pierniki Toruń- košarka
- Unibax Toruń- speedway

## Gradovi prijatelji
Toruń ima ugovore o partnerstvu sa sljedećim gradovima:
| - Čadca, Slovačka - Göttingen, Njemačka - Guilin, Kina - Hämeenlinna, Finska - Leiden, Nizozemska | - Lutsk, Ukrajina - Novo Mesto, Slovenija - Kalinjingrad, Rusija - Philadelphia, SAD - Swindon, UK |

## Vanjske poveznice
- Virtualni obilazak grada  Arhivirana inačica izvorne stranice od 20. srpnja 2011. (Wayback Machine) (engl.)
- VisitTorun.pl tourism
- "Moj Torun"  Arhivirana inačica izvorne stranice od 10. travnja 2010. (Wayback Machine) (engl.)
- cowtoruniu.pl događaji, informacije i dr. o Torunu(polj.)